# Dance Central (série)
Dance Central é uma franquia de jogos de dança desenvolvido pela Harmonix, criadores do Guitar Hero e do Rock Band. Atualmente, existem 5 jogos da franquia, sendo eles Dance Central, Dance Central 2, Dance Central 3, Dance Central Spotlight e Dance Central (2019).

## Jogos da Série

### Dance Central
Dance Central foi lançado exclusivamente para o Xbox 360 e foi um título de lançamento para seu periférico Kinect. O jogo foi anunciado oficialmente na E3 2010 e posteriormente lançado em outubro daquele ano.

### Dance Central 2
Uma sequência direta do jogo anterior, Dance Central 2 foi anunciado oficialmente na E3 2011 durante a coletiva de imprensa da Microsoft e foi lançado em outubro daquele ano.

### Dance Central 3
Dance Central 3 foi co-desenvolvido por Backbone Entertainment e Harmonix. Foi anunciado na E3 2012 durante a conferência de imprensa da Microsoft. O jogo foi lançado em 16 de outubro de 2012 no Norte e América Latina, e em 19 de outubro de 2012 na Europa, Ásia, Austrália e Japão.

### Dance Central Spotlight
Dance Central Spotlight foi anunciado na E3 2014 para Xbox One, e foi lançado em 2 de setembro de 2014. Ao contrário dos anteriores parcelado, é distribuído digitalmente através do Xbox Games Store; a compra inicial inclui 10 músicas, com músicas adicionais disponíveis como conteúdo para download quase mensalmente. Para o Spotlight, a Harmonix enfatizou a produção mais rápida de DLC, com o objetivo de lançar novas músicas de DLC enquanto ainda estão nas paradas músicas.

### Dance Central (2019)
Dance Central (originalmente intitulado Dance Central: Unplugged) foi publicado por Oculus Studios. Anunciado em PAX East 2019 para o Oculus Rift, e será um título de lançamento para o Quest e Rift S. Foi lançado em 30 de abril de 2019. Ao contrário das parcelas anteriores, é um título VR que permite o movimento da cabeça e das mãos., usando o fone de ouvido e controladores Oculus Touch e usa Unreal Engine 4. A tracklist contém 32 músicas, bem como personalização de avatar e lounges multijogador online.

## Ligações Externas
- Site oficial do Dance Central